# Obstalden
Obstalden és un municipi del cantó de Glarus (Suïssa).

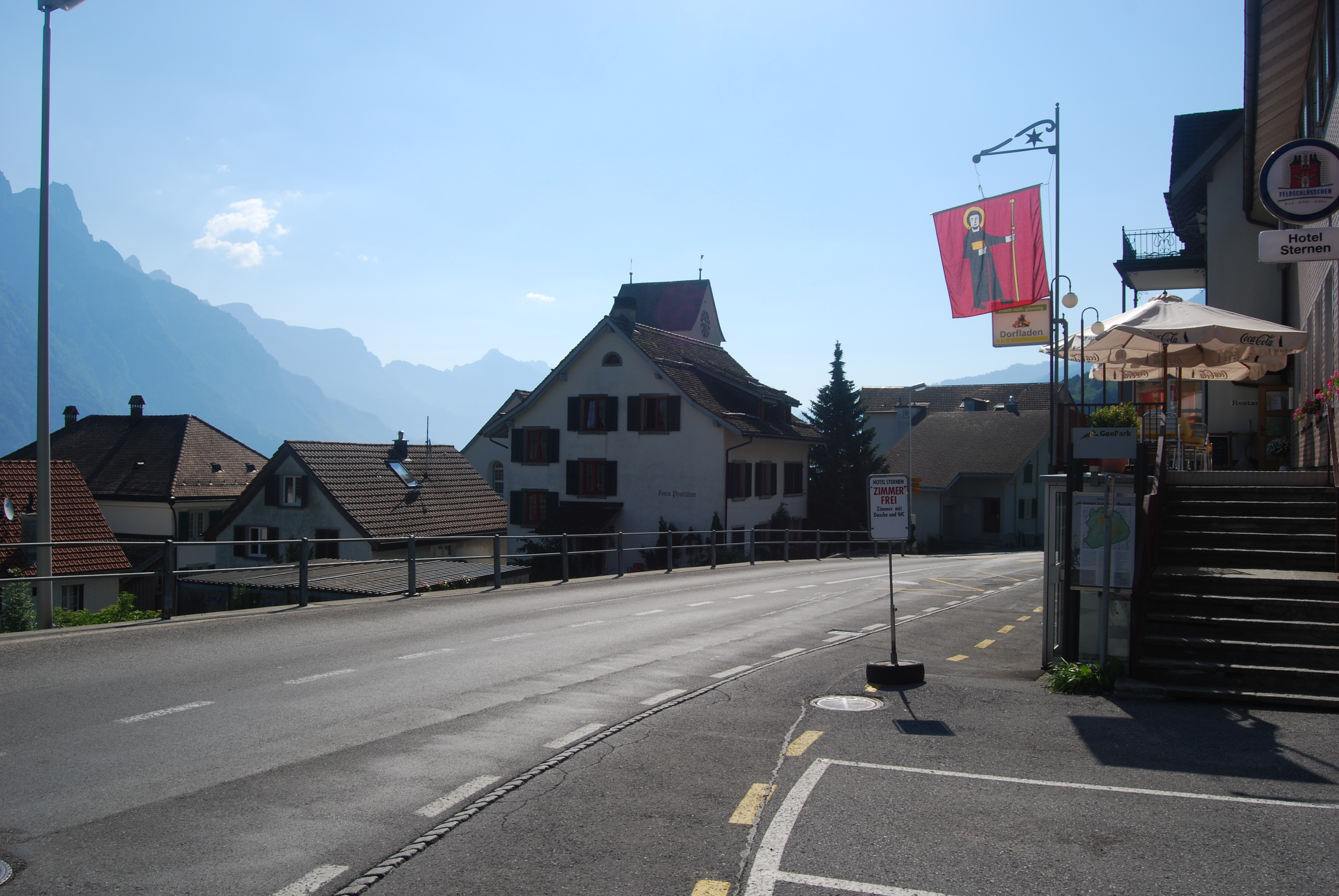
Obstalden